# Dendrocerus henkvlugi
Dendrocerus henkvlugi är en stekelart som beskrevs av Paul Dessart 1975. Dendrocerus henkvlugi ingår i släktet Dendrocerus och familjen trefåresteklar. Inga underarter finns listade i Catalogue of Life.